# Les Anglais (ort)
Les Anglais är en ort i Haiti.   Den ligger i departementet Sud, i den västra delen av landet, 200 km väster om huvudstaden Port-au-Prince. Les Anglais ligger 12 meter över havet och antalet invånare är 8 247.
Terrängen runt Les Anglais är varierad. Havet är nära Les Anglais åt sydväst.  Les Anglais är det största samhället i trakten. 